# Villa Bardi
Villa Bardi si trova in via di Linari a Barberino Val d'Elsa.

## Storia e descrizione
La villa risale alla fine dell'Ottocento, quando venne costruita per il conte Girolamo Mancini, erede dei Capponi, come abitazione privata. Appartenuta poi alla famiglia Bardi, è oggi di proprietà di una ditta privata. 
Sorge nella cornice del castello di Linari, al quale si riallaccia con lo stile neogotico del borgo. Ha il fronte principale perpendicolare alla via, verso il giardino murato, mentre l'ala laterale è parallela al passaggio e racchiude un cortiletto con pozzo in pietra.
All'intersezione dei due corpi di fabbrica principali si trova una torretta in mattoni, usata come osservatorio e coperta da un tetto a quattro falde, che dovrebbe essere una piccionaia più antica della villa. Aperture a sesto acuto e bifore movimentano i prospetti.
Presso il Museo di Arte Sacra di Certaldo è in corso di allestimento una sala (la "sala VII") con una collezione di opere d'arte (dipinti, sculture, stampe) provenienti dalla Villa Bardi.